# Midnattens Widunder
Midnattens widunder (česky Půlnoční stvůra) je folk metalové hudební album od finské kapely Finntroll. Je to jejich první studiové album, bylo vydáno ve Finsku v roce 1999 u vydavatelství Spinefarm Records.

## Texty
Texty tohoto alba jsou navazující příběh, popisující legendárního krále trollů Rivfadera, který vede armádu trollů a goblinů, aby zničil lidské země. Texty obsahují některá protikřesťanská témata, ale nejsou brány až tak vážně, jsou také protilidské, psány z perspektivy trollů.

## Seznam skladeb
1. "Intro" – 1:57
2. "Svartberg" (Black Mountain) – 4:06
3. "Rivfader" (Ripfather) – 4:09
4. "Vätteanda" (Goblin Spirit) – 4:35
5. "Bastuvisan" (Sauna Song) – 1:19
6. "Blodnatt" (Blood Night) – 5:12
7. "Midnattens widunder" (The Beast of Midnight) – 4:40
8. "Segersång" (Victory Song) – 1:59
9. "Svampfest" (Mushroom Feast) – 2:03

## Obsazení
- Jan "Katla" Jämsen – zpěv
- Samuli "Skrymer" Ponsimaa – kytara
- Teemu "Somnium" Raimoranta – kytara
- Sami "Tundra" Uusitalo – baskytara
- Samu "Beast Dominator" Ruotsalainen – bicí
- Henri "Trollhorn" Sorvali – klávesy

### Hostující umělci
- Tapio Wilska – čisté vokály v "Vätteanda" a "Midnattens widunder"
- Mistress Helga – akordeon v "Midnattens widunder"